# Ture Holm
Ture Fredrik Holm, född 28 april 1890 i Kungsholms församling i Stockholm, död 6 augusti 1961 i Tjølling i Norge, var en svensk målare och grafiker.
Han var son till fabrikören Karl Leonard Holm och Margareta Hekkola och från 1918 gift med Nanna Kiønig. Holm studerade vid Wilhelmsons målarskola i Stockholm 1914–1916, samt grafik i Berlin 1922–1923. Under tiden i Stockholm delade han ateljé med Ivan Aguéli och Gotthard Widing. Han flyttade till Telemark i Norge 1917 och var bosatt där fram till sin död med undantag av de år han vistades vid Axel Törnemans ateljé i Stockholm. separat ställde han ut på Lilla utställningen i Stockholm 1929, Liljevalchs konsthall 1932 och i Borås 1950 samt på ett flertal platser i Norge. Han medverkade i samlingsutställningar med Sveriges allmänna konstförening och i ett stort antal av Grafiska sällskapets utställningar. Hans konst består av figurkompositioner, interiörer och norska landskapsmotiv från Telemark i träsnitt, mezzotint, torrnål, etsning och teckningar samt landskapsmålningar i olja gouache, tempera, pastell och akvarell. Holm är representerad med grafik vid Moderna Museet i Stockholm.